# (687) Тинетта
(687) Тинетта (лат. Tinette) — типичный астероид главного пояса, который принадлежит к астероидам спектрального класса X. Астероид был открыт 16 августа 1909 года австрийским астрономом Иоганном Пализой в Венской обсерватории.
Главной особенностью Тинетты является то, что 21 декабря 2012 года произошло сближение этого астероида с астероидом (19) Фортуна. Тогда минимальное расстояние между этими телами составило всего 6,5 млн км.